# 彭宾
彭賓（？—？），字燕又，一字穆如，松江楓涇人，明末清初時文人。是復社、幾社成員。

## 生平
早年在松江教書為生，明崇禎二年（1629年）太倉人張溥創立復社，崇禎三年庚午舉人，彭賓首批入社。明崇祯二年（1629年）夏允彝、周立勳、彭賓、徐孚遠、陳子龍、杜麟徵等六人，在松江成立“幾社”，社名的含義：“絕學有再興之幾，而得知幾其神之義也”，稱为“幾社六子”。著有《几社六子诗》、《几社壬申文选》等诗文集。